# Luis Palau

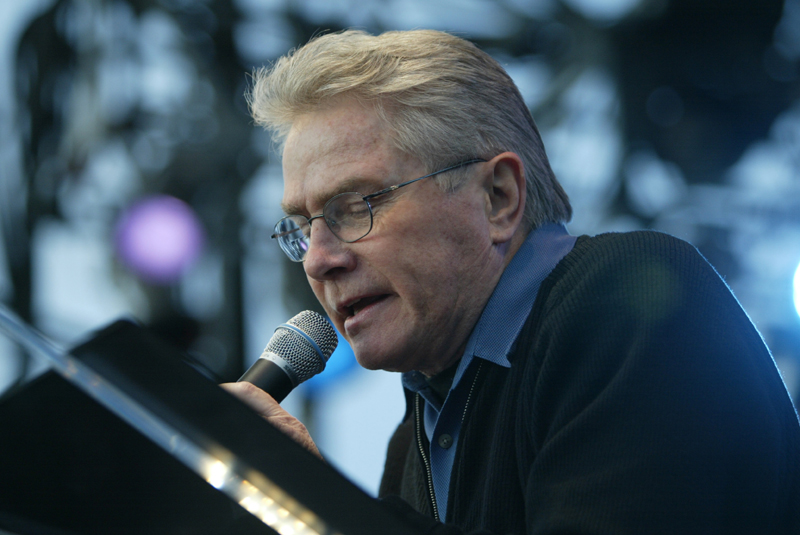
Luis Palau 2004

Luis Palau (* 27. November 1934 in Ingeniero Maschwitz, Provinz Buenos Aires, Argentinien; † 11. März 2021 in Portland, Oregon, USA) war ein argentinisch-US-amerikanischer Evangelist. Palau hatte eine lange und enge Beziehung zum Evangelisten Billy Graham und wurde von vielen als Grahams Nachfolger bezeichnet. Als „eine der weltweit führenden evangelikalen christlichen Persönlichkeiten“ war er bekannt für seine starke Wirkung auf junge Menschen und für seine Bemühungen, politische Führer zu erreichen, um Probleme wie Obdachlosigkeit anzugehen.

## Leben und Wirken
Luis Palau wurde im argentinischen Ingeniero Maschwitz geboren und hatte fünf jüngere Schwestern und einen Bruder. Sein Vater, ein Bauleiter, starb, als Palau 10 Jahre alt war. Innerhalb weniger Jahre nach dessen Tod war seine verwitwete Mutter aufgrund der schlechten Finanzverwaltung seiner Verwandten fast mittellos. Palau musste seine Ausbildung in einem britischen Internat abbrechen und begann als alleiniger Versorger der Familie bei einer Bank in der argentinischen Stadt Córdoba zu arbeiten.
1946 im Alter von 12 Jahren fand Palau in einem Sommercamp zum christlichen Glauben. 1952 hörte er Billy Graham zum ersten Mal in einer Radiosendung aus Portland, Oregon. Er ließ sich von ihm inspirieren und arbeitete später für ihn und seine Billy Graham Evangelistic Association als spanischer Übersetzer und als Evangelist. Er begann als Teenager, an Straßenecken zu predigen, und im Alter von 19 Jahren führte er ein eigenes Radioprogramm. Der kalifornische Pastor Ray Redman lud ihn 1960 in die USA ein und wurde sein Mentor. So zog er nach Portland in Oregon, um an der Multnomah University Evangelische Theologie zu studieren. Finanziell wurde er von amerikanischen Wohltätern unterstützt. Das Graduiertenprogramm schloss er 1961 ab.
Mit seiner Frau Patricia verbrachte danach acht Jahre als Missionar in Mexiko und Kolumbien, bevor sie nach Oregon zurückkehrten. 1962 erhielt Palau die amerikanische Staatsbürgerschaft. Nachdem er 1970 von Billy Graham 100.000 Dollar in vierteljährlichen Zahlungen von 25.000 Dollar als Startkapital erhalten hatte, baute Palau seinen eigenen Dienst in Oregon auf, der Grahams Modell nachempfunden war. Im Oktober 1978 gründete Palau die Luis Palau Evangelistic Association mit Sitz in Beaverton, die 2007 schon 70 Mitarbeiter am Hauptsitz und weitere 25 weltweit beschäftigte, darunter in Büros in Buenos Aires und London. In jenem Jahr soll er 25 Millionen Menschen in 70 Nationen mit der Botschaft von Jesus Christus erreicht haben.
In den 1970er und 80er Jahren war Palau einer der wenigen ausländischen Evangelisten, die in der damaligen Sowjetunion geistliche Veranstaltungen durchführen durften. Als 1991 der Eiserne Vorhang fiel, gehörte er zu den ersten, die dort Kampagnen im Freien abhielten. Palau war Ende der 1970er Jahre Präsident von OC International (früher bekannt als Overseas Crusades). Er war in den Vorständen des Gordon-Conwell Theological Seminary, des Dallas Theological Seminary und der Multnomah University tätig. Er diente auch als Ältester in seiner Heimatkirche Cedar Mill Bible Church in Portland, Oregon.
1975 hatte Palau beim Eurofest '75 zusammen mit anglikanischen Bischof Festo Kivengere aus Uganda die Verkündigung. Das Eurofest '75 wurde von der Billy-Graham-Organisation mitfinanziert und fand vom 24. Juli bis 2. August 1975 im Palais du Centenaire und im Heysel-Stadion in Brüssel statt.
1999 stellte eine Wochenzeitung in Portland fest, dass Palau in der „am wenigsten kirchlich geprägten Großstadt des Landes“ ein 80.000-köpfiges Publikum versammelte. Im Vergleich zu Graham habe er ein jüngeres Publikum angezogen, wenngleich dieser ein größeres Publikum erreichte. In der Medienberichterstattung zu dieser Veranstaltung wurde Palau als potenzieller Nachfolger Grahams erwähnt. Das Jahresbudget seines Dienstes wurde in diesem Jahr auf sechs Millionen Dollar geschätzt.
Ab 2003 moderierte er drei tägliche Radiosendungen: eine englische Sendung, die von 900 Sendern in 23 Ländern ausgestrahlt, und zwei spanische Sendungen, die von 880 Sendern in 25 Ländern gesendet wurden. In diesem Jahr wurde er als „Vorreiter bei den Bemühungen, die Evangelisation aktiver, zeitgemäßer und für ein jüngeres Publikum zugänglicher zu gestalten“ bezeichnet. Das Jahresbudget seines Dienstes wurde auf elf Millionen Dollar geschätzt.
Im November 2005 besuchte Palau China und nahm zum Abschluss seines einwöchigen Besuchs zusammen mit dem damaligen US-Präsidenten George W. Bush an einem Gottesdienst in Peking teil. Aus den Notizen aus einem Gespräch mit einem ehemaligen chinesischen Regierungsbeamten entstand sein Buch A Friendly Dialogue Between An Atheist and a Christian.
Palau unterstützte 2008 auf Anfrage des Bürgermeisters von Portland die Planung seines Festivals vom 22. bis 23. August, das sich auf Freiwilligenarbeit zur Unterstützung von Obdachlosen konzentrierte. Diese Veranstaltung in Portland zog an zwei Tagen etwa 140.000 Menschen an.
Im Jahr 2015 war Palau Gastgeber des CityFestes in New York City, einer evangelistischen Veranstaltung, die 60.000 Menschen in den Central Park lockte. An dieser einjährigen Aktion waren über 1.700 Kirchen beteiligt.
Nach eigenen Angaben hat Luis Palau in den 50 Jahren seines Wirkens 30 Millionen Menschen durch über 500 evangelistische Veranstaltungen und Medien erreicht. In 75 Ländern sollen dabei über eine Million Menschen Christen geworden sein. Er hat fast 50 Bücher und zahlreiche Artikel zu Fragen des christlichen Glaubens verfasst. Bereits 2008 hat er sein Missionswerk an seinen Sohn Kevin übergeben, das in Stiftungsform weitergeführt wird. 2018 wurde bekannt, dass Palau Lungenkrebs im Endstadium hat. Drei Jahre später erlag er seiner Krankheit.

## Familie
An seinem Studienort Portland lernte er seine künftige Frau Patricia Scofield, eine Kommilitonin, die im nahegelegenen Beaverton aufgewachsen war, kennen. Sie heirateten 1961 und hatten vier Söhne und zwölf Enkelkinder.

## Ehrungen
Palau erhielt mehrere Ehrendoktortitel von Institutionen wie der Wheaton University und der Talbot School of Theology, die dem Fuller Theological Seminary angegliedert ist.

## Veröffentlichungen (Auswahl)
- Calling America and the Nations to Christ. T. Nelson, Nashville 1994, ISBN 978-0-7852-7984-6.
- God is Relevant. Finding Strength and Peace in Today's World. Multnomah Books, Colorado Springs 1997, ISBN 978-0-385-48679-8.
- The Luis Palau story. Autobiographie. Revell, Old Tappan 1980, ISBN 978-0-8007-1134-4.
- Where Is God When Bad Things Happen? Finding Solace in Times of Trouble. Galilee/Doubleday, New York 2001, ISBN 978-0-385-49264-5.
- High Definition Life. Trading Life’s Good for God’s Best. Revell, Grand Rapids 2005, ISBN 978-0-8007-1865-7.
- A Friendly Dialogue between an Atheist and a Christian. Zondervan, Grand Rapids 2008, ISBN 978-0-310-28533-5.

ins Deutsche übersetzt
- Was soll ich für dich tun? Vom erwartungsvollen Reden mit Gott. Hänssler, Holzgerlingen 1977, ISBN 978-3-7751-0303-9 (englisch: What do you want me to do for you? Übersetzt von Wilfried Reuter).
- Ein Mensch wie du. Die Geschichte des Simon Petrus. Aussaat-Verlag, Wuppertal 1977, ISBN 978-3-7615-0241-9 (englisch: Walk on water, Pete. Übersetzt von Ulrike Braband, Dieter Kohl).
- mit Jerry B. Jenkins: Der beste Tausch. Autobiographie. Hänssler, Holzgerlingen 1985, ISBN 978-3-7751-1025-9 (englisch: Calling the nations to Christ. Übersetzt von Friedemann Lux).
- Unabhängig. Fragen und Antworten. Hänssler, Holzgerlingen 1985, ISBN 978-3-7751-1026-6 (englisch: Tough questions. Übersetzt von Heinz-Martin Adler).
- Wo ist Gott in schweren Zeiten? Hänssler, Holzgerlingen 2000, ISBN 978-3-7751-3519-1 (englisch: Where is God when bad things happen. Übersetzt von Gabi Lange).

## Film und Literatur
- PALAU: The Movie. One Man. One Man Millions of Souls (DVD), 2020.
- Luis Palau. Der Spielfilm über die jungen Jahre des weltbekannten Predigers (DVD), Gerth Medien 2022. Literatur von und über Luis Palau: DVD-Video im Katalog der Deutschen Nationalbibliothek[18]